# Longueur de liaison
En géométrie moléculaire, la longueur de liaison est la distance moyenne entre les noyaux de deux atomes liés par une liaison chimique. Cette longueur est directement liée à l'ordre de liaison : toutes choses égales par ailleurs, plus le nombre d'électrons participant à la formation d'une liaison est grand, plus celle-ci sera courte. Ainsi, la liaison C=O des cétones est-elle plus courte que la liaison C-O des alcools.
La longueur d'une liaison chimique est inversement proportionnelle à l'énergie de liaison : tous autres paramètres égaux, plus une liaison est forte (c'est-à-dire plus l'énergie pour la rompre est grande), plus elle est courte. Dans le cas d'une liaison entre deux atomes identiques, cette longueur est le double du rayon de covalence de l'atome en question. C'est d'ailleurs ainsi que le rayon de covalence est défini.
En toute rigueur, la longueur de liaison entre deux atomes donnés dépend de la molécule où ceux-ci se trouvent : par exemple la longueur de liaison carbone-hydrogène dans le méthane est légèrement différente de celle dans le chlorométhane.
Les longueurs de liaisons sont mesurées dans les solides par diffractométrie de rayons X et, en phase gaz, on peut en avoir un ordre de grandeur par spectroscopie micro-onde. 

## Longueur de liaison entre le carbone et un autre élément
Le tableau suivant donne des mesures expérimentales de liaisons simples entre un atome de carbone et les autres éléments. Ces longueurs, en première approximation, sont la somme des rayons de covalence de chacun des atomes ; elles suivent donc la tendance générale des rayons atomiques, à savoir une diminution sur la période (de gauche à droite) et augmentation sur le groupe (de haut en bas).
| Élément lié | Longueur de liaison (pm) | Colonne     |
| ----------- | ------------------------ | ----------- |
| H           | 106 - 112                | colonne I   |
| Be          | 193                      | colonne II  |
| Mg          | 207                      | colonne II  |
| B           | 156                      | colonne III |
| Al          | 224                      | colonne III |
| In          | 216                      | colonne III |
| C           | 120 - 154                | colonne IV  |
| Si          | 186                      | colonne IV  |
| Sn          | 214                      | colonne IV  |
| Pb          | 229                      | colonne IV  |
| N           | 147 - 210                | colonne V   |
| P           | 187                      | colonne V   |
| As          | 198                      | colonne V   |
| Sb          | 220                      | colonne V   |
| Bi          | 230                      | colonne V   |
| O           | 143 - 215                | colonne VI  |
| S           | 181 - 255                | colonne VI  |
| Cr          | 192                      | colonne VI  |
| Se          | 198 - 271                | colonne VI  |
| Te          | 205                      | colonne VI  |
| Mo          | 208                      | colonne VI  |
| W           | 206                      | colonne VI  |
| F           | 134                      | colonne VII |
| Cl          | 176                      | colonne VII |
| Br          | 193                      | colonne VII |
| I           | 213                      | colonne VII |

## Longueur de liaison dans les composés organiques

Cyclobutabenzène avec une liaison C-C de 174 pm (en rouge).

La longueur de liaison entre deux atomes dépend de divers facteurs tels que l'hybridation d'orbitales et de la nature électronique et stérique des substituants.
Des liaisons inhabituellement longues existent, par exemple dans le tricyclobutabenzène, il a été mesuré une longueur de 160 pm. L'actuel détenteur du record est un autre cyclobutabenzène avec une longueur de 174 pm d'après des mesures par cristallographie aux rayons X. Dans ce type de composés, les cycles de cyclobutane forcent les atomes de carbone du cycle benzénique à avoir des angles à 90° au lieu des 120° qu'ils ont habituellement.
L'existence de liaisons C-C très longues, jusqu'à 290 pm, a été affirmée dans le cas d'un dimère de deux dianions de tétracyanoéthylène, mais cela concerne plus une liaison de type quatre centres et deux électrons qu'une liaison simple covalente,. Ce type de liaisons a aussi été observé dans des dimères de phénalène. Elles sont qualifiées de « liaisons pancake » et peuvent atteindre 305 pm.
Des liaisons plus courtes que la distance moyenne entre deux atomes de carbone sont également possible, les alcènes et les alcynes possédant des liaisons respectivement de longueur 133 et 120 pm due à l'accroissement du caractère s de la liaison σ. De pareils cas de liaisons C-C à caractère s sont aussi dans le cas de la liaison centrale du diacétylène (137 pm) et dans certains dimères de tétraédrane (144 pm). Dans le benzène, toutes les liaisons C-C ont la même longueur, 139 pm.
Dans le propionitrile, le groupe nitrile attire à lui des électrons résultant en une liaison de longueur réduite (144 pm). Compresser une liaison C-C est aussi possible en lui appliquant une contrainte stérique. Un composé organique inhabituel, le in-méthylcyclophane (en) possède une liaison C-C courte (147 pm) issue de la compression de deux groupes méthyle entre un groupe triptycène et un groupe phényle. Dans une expérience in silico, il a été estimé une longueur de liaison de 136 pm pour un néopentane enfermé dans un fullerène. La plus petite liaison C-C théorique dans une étude est de 131 pm pour un dérivé hypothétique du tétraédrane. Cette même étude estime qu'étendre ou compresser une liaison C-C dans l'éthane de 5 pm requiert respectivement 2,8 et 3,5 kJ/mol, et pour 15 pm, 21,9 et 37,7 kJ/mol.
| C–H   | Longueur(pm) | C–C     | Longueur (pm) | Liaison multiple | Longueur (pm) |
| ----- | ------------ | ------- | ------------- | ---------------- | ------------- |
| sp3–H | 110          | sp3–sp3 | 154           | Benzène          | 140           |
| sp2–H | 109          | sp3–sp2 | 150           | Alcène           | 134           |
| sp–H  | 108          | sp2–sp2 | 147           | Alcyne           | 120           |
|       |              | sp3–sp  | 146           | Allène           | 130           |
|       |              | sp2–sp  | 143           |                  |               |
|       |              | sp–sp   | 137           |                  |               |